# RRC Stockay-Warfusée
Royal Racing Club Stockay-Warfusée is een Belgische voetbalclub uit Saint-Georges-sur-Meuse, in de provincie Luik. De club werd opgericht in 1935 en heeft als 2239 stamnummer. In 2018-2019 werd ze kampioen in Derde klasse amateurs, waardoor ze naar Tweede klasse amateurs promoveerde.

## Geschiedenis
De club werd opgericht op 3 maart 1935 onder de naam Racing Club Saint-Georges . Ze sloot zich vervolgens aan bij de KBVB en kregen stamnummer 2239. Op 15 september 1948 verhuisde de club naar het gehucht Warfusée en veranderde haar naam in Racing Club Warfusée. Op 21 augustus 1957 verhuisde ze weer, ditmaal naar Stockay, een ander dorp in Saint-Georges. De club veranderde haar naam naar Racing Club Stockay-Warfusée .
In 1961 promoveerde de club naar bevordering, hierin werd ze twee seizoenen achterelkaar elfde, maar eindigde het seizoen erna op een degradatieplek, waardoor ze terug degradeerde naar eerste provinciale. De club slaagde er in 1970 in om terug te promoveren naar bevordering. Het eerste seizoen terug in bevordering eindigde ze tiende maar het seizoen erna was niet zo gunstig, de club eindigde op de laatste plaats en degradeerde terug naar eerste provinciale. De club vierde zijn vijftigste verjaardag in 1985, waardoor ze Royale aan hun naam mochten toevoegen. Terwijl men in 2014/15 nog in Tweede provinciale speelde, werd ze in 2016/17 kampioen in Eerste provinciale. Deze keer ging het beter in de nationale reeksen, in 2017/18 werden ze derde, waardoor ze mee mochten doen met de eindronde, ver geraakte ze hier niet want ze verloren in de eerste ronde met 2-3 van URSL Visé, dat tussen 2013 en 2019 zesmaal op rij promoveerde. In 2018/19 hadden ze meer geluk: ze werden kampioen in Derde klasse amateurs, waardoor ze naar Tweede klasse amateurs promoveerde.

## Eindklasseringen
| Seizoen | Klasse | Klasse | Klasse | Klasse | Klasse | Klasse | Klasse | Klasse | Reeks                  | Punten | Opmerkingen                                 |
|         | I      | I      | II     | III    | IV     | P.I    | P.II   | P.III  |                        |        |                                             |
| ------- | ------ | ------ | ------ | ------ | ------ | ------ | ------ | ------ | ---------------------- | ------ | ------------------------------------------- |
| 1961/62 |        |        |        |        | 11     |        |        |        | Vierde klasse C        | 27     |                                             |
| 1962/63 |        |        |        |        | 11     |        |        |        | Vierde klasse A        | 28     |                                             |
| 1963/64 |        |        |        |        | 16     |        |        |        | Vierde klasse D        | 17     | degradatie                                  |
|         |        |        |        |        |        |        |        |        |                        |        |                                             |
| 1970/71 |        |        |        |        | 10     |        |        |        | Vierde klasse A        | 29     |                                             |
| 1971/72 |        |        |        |        | 16     |        |        |        | Vierde klasse B        | 19     | degradatie                                  |
|         |        |        |        |        |        |        |        |        |                        |        |                                             |
| 2010/11 |        |        |        |        |        |        | 8      |        | Tweede prov. Luik      | 40     |                                             |
| 2011/12 |        |        |        |        |        |        | 15     |        | Tweede prov. Luik      | 23     | degradatie                                  |
| 2012/13 |        |        |        |        |        |        |        | 5      | Derde prov. Luik       | 53     |                                             |
| 2013/14 |        |        |        |        |        |        |        | 2      | Derde prov. Luik       | 77     | promotie                                    |
| 2014/15 |        |        |        |        |        |        | 1      |        | Tweede prov. Luik      | 70     | kampioen                                    |
| 2015/16 |        |        |        |        |        | 8      |        |        | Eerste prov. Luik      | 39     |                                             |
|         | 1A     | 1B     | 1Am    | 2Am    | 3Am    | P.I    | P.II   | P.III  |                        |        |                                             |
| 2016/17 |        |        |        |        |        | 1      |        |        | Eerste prov. Luik      | 66     | kampioen                                    |
| 2017/18 |        |        |        |        | 3      |        |        |        | Derde klasse amateurs  | 58     | in eindronde verloren tegen URSL Visé (2-3) |
| 2018/19 |        |        |        |        | 1      |        |        |        | Derde klasse amateurs  | 68     | kampioen                                    |
| 2019/20 |        |        |        | 7      |        |        |        |        | Tweede klasse amateurs | 34     |                                             |
| 2020/21 |        |        |        | -      |        |        |        |        | Tweede afdeling ACFF   | -      | Competitie stopgezet wegens Covid-19        |
| 2021/22 |        |        |        | 12     |        |        |        |        | Tweede afdeling ACFF   | 30     |                                             |
| 2022/23 |        |        |        | 8      |        |        |        |        | Tweede afdeling ACFF   | 53     |                                             |
| 2023/24 |        |        |        | 8      |        |        |        |        | Tweede afdeling ACFF   | 47     |                                             |
| 2024/25 |        |        | 6      |        |        |        |        |        | Eerste nationale ACFF  | 20     |                                             |
| 2025/26 |        |        |        |        |        |        |        |        | Eerste nationale ACFF  |        |                                             |